# Нишки пашалук
Нишки пашалук (тур. Niş Eyaleti) је био административна јединица Османског царства која је обухватала подручје данашње јужне Србије и западне Бугарске.
Био је формиран 1846. са административним центром у Нишу.
Нишки пашалук се делио на санџаке:
- Шехиркој (тур. Şehirköy)
- Самоков (тур. Samakov)
- Ћустендил (тур. Köstendil)
- Лесковца (тур. Leskofça) (видети Лесковачки пашалук)

Нишки пашалук је 1864. припојен Дунавском вилајету.